# Mega Schwarzschild
Mega Schwarzschild est un jeu vidéo de stratégie sorti en 1993 sur Mega-CD. Le jeu a été développé par Kogado Studio et édité par Sega.